# Kalkidan Gezahegne
Kalkidan Gezahegne, etiopsko-bahrajnska atletinja, * 8. maj 1991, Adis Abeba, Etiopija.
Na svetovnih prvenstvih je najboljšo uvrstitev dosegla leta 2009 z devetim mestom v teku na 1500 m, na svetovnih dvoranskih prvenstvih pa je osvojila naslov prvakinje v isti disciplini leta 2010. Od leta 2017 nastopa za Bahrajn, za katerega je na Poletnih olimpijskih igrah 2020 osvojila srebrno medaljo na 10000 m. 